# Яблкув
Яблкув (пол. Jabłków) — село в Польщі, у гміні Крамськ Конінського повіту Великопольського воєводства.
Населення — 220 осіб (2011).
У 1975—1998 роках село належало до Конінського воєводства.

## Демографія
Демографічна структура станом на 31 березня 2011 року:
|          | Загалом | Допрацездатний вік | Працездатний вік | Постпрацездатний вік |
| -------- | ------- | ------------------ | ---------------- | -------------------- |
| Чоловіки | 113     | 34                 | 69               | 10                   |
| Жінки    | 107     | 20                 | 63               | 24                   |
| Разом    | 220     | 54                 | 132              | 34                   |